# Nepenthes hispida
Nepenthes hispida är en tvåhjärtbladig växtart som beskrevs av Günther von Mannagetta und Lërchenau Beck. Nepenthes hispida ingår i släktet Nepenthes och familjen Nepenthaceae. Inga underarter finns listade i Catalogue of Life.

## Bildgalleri

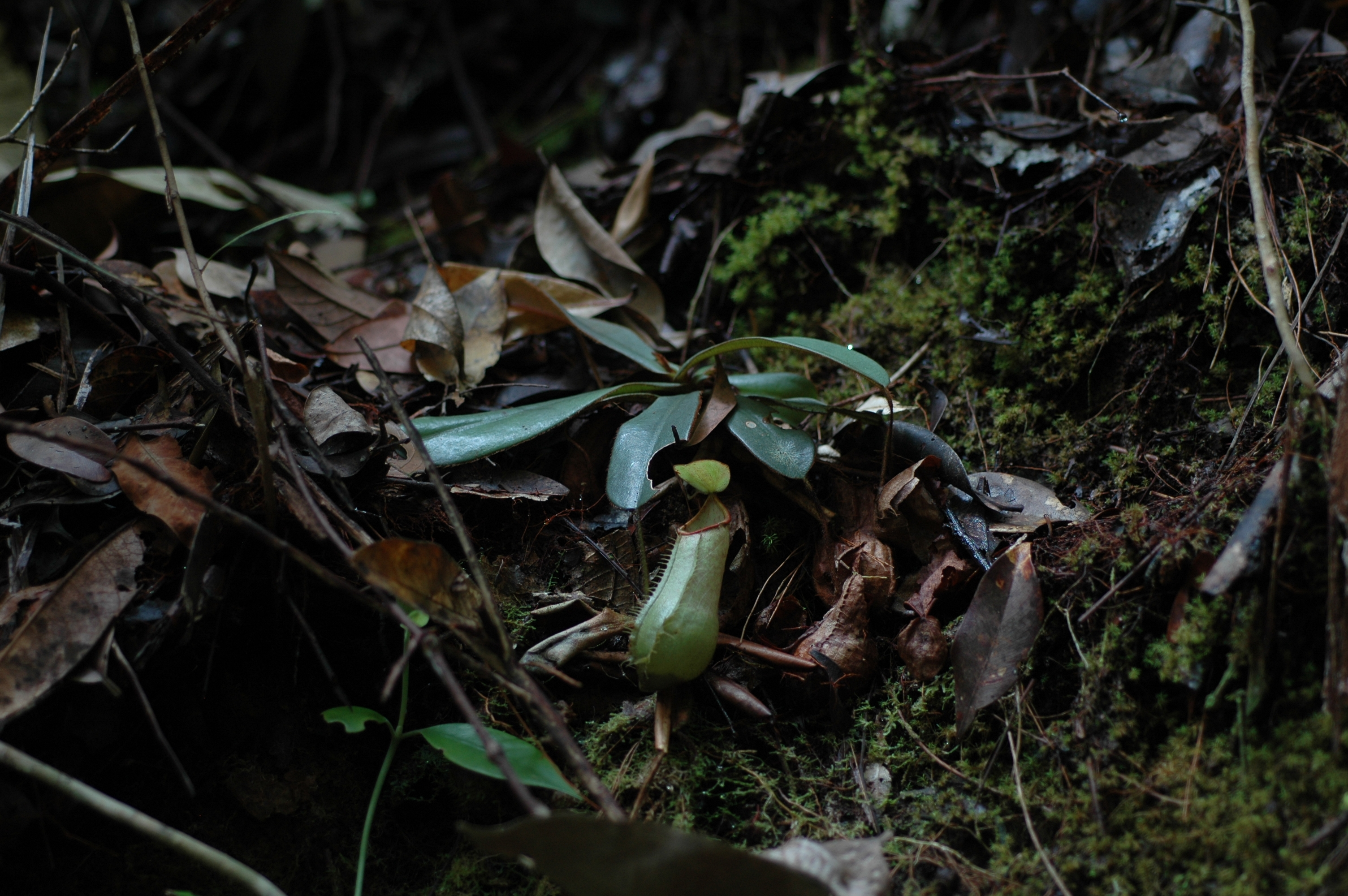
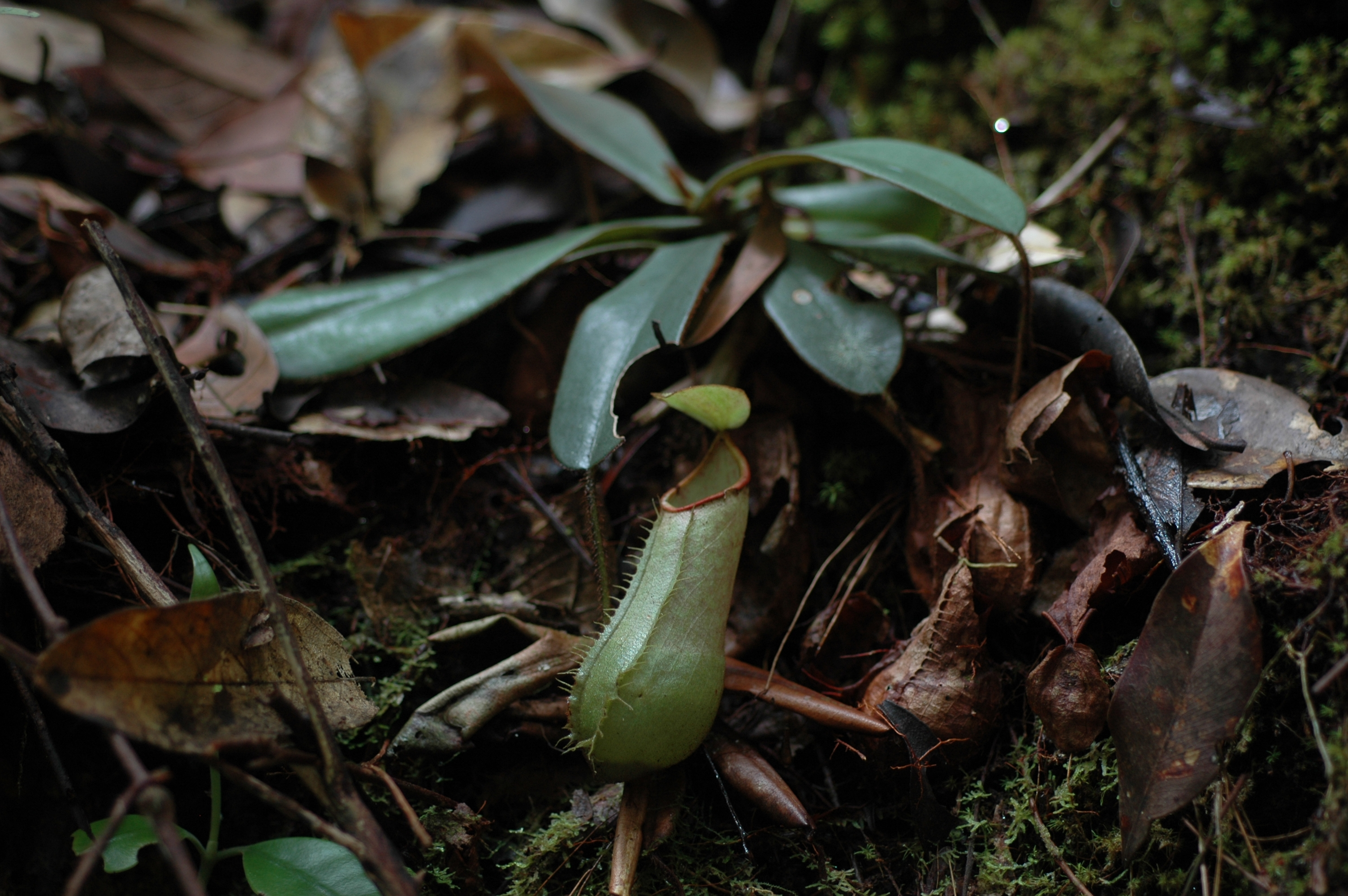
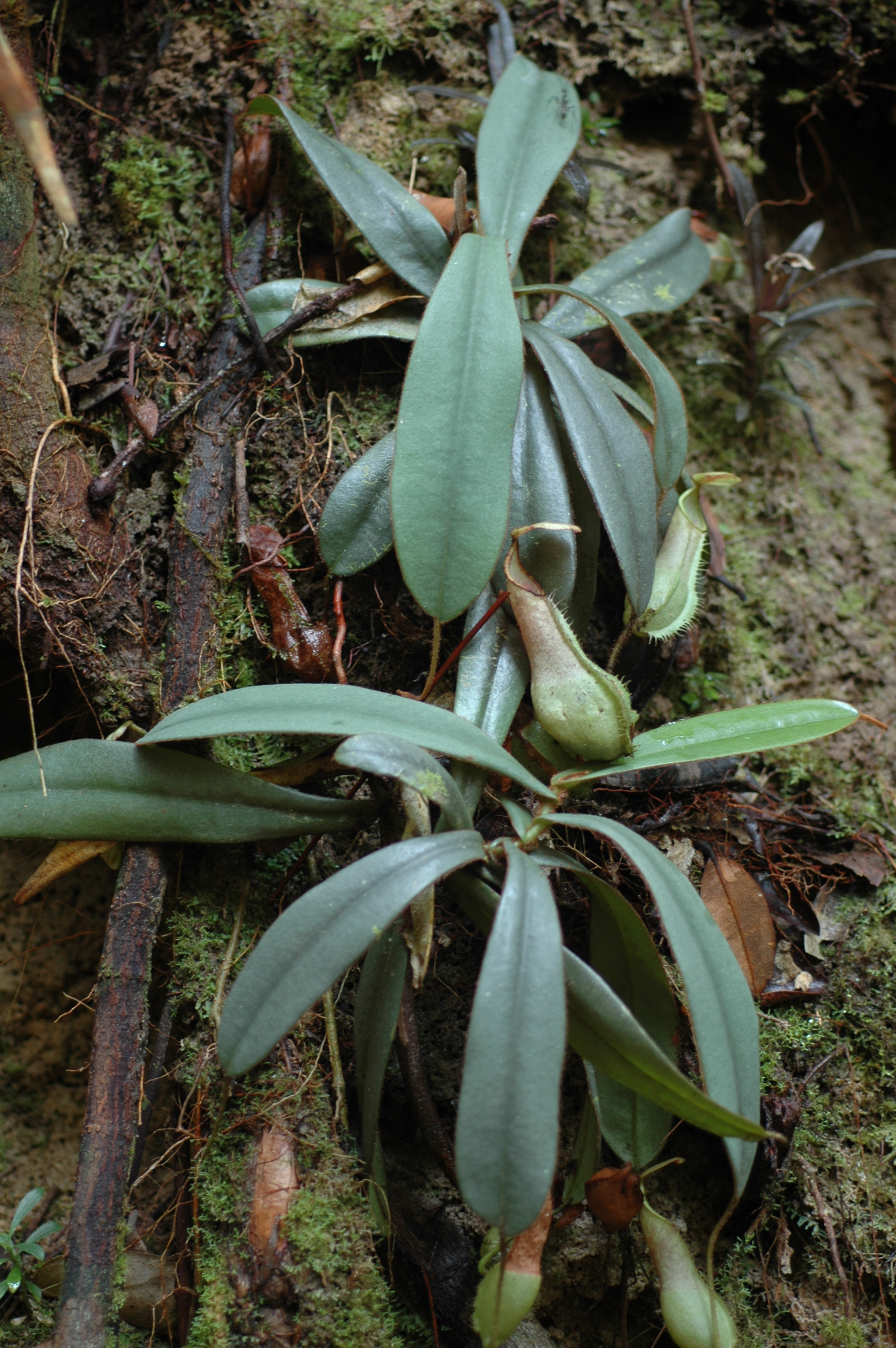